# Saut en longueur masculin aux Jeux olympiques d'été de 2020
Pour des articles plus généraux, voir Athlétisme aux Jeux olympiques d'été de 2020 et Saut en longueur aux Jeux olympiques.
Navigation
Rio 2016 Paris 2024
L'épreuve du saut en longueur masculin aux Jeux olympiques de 2020 se déroule les 31 juillet et 2 août 2021 au Stade olympique national de Tokyo, au Japon.

## Records
Avant cette compétition, les records dans cette discipline étaient les suivants : 
| Record du monde  | Mike Powell (USA) | 8,95 m | Tokyo  | 30 août 1991    |
| Record olympique | Bob Beamon (USA)  | 8,90 m | Mexico | 18 octobre 1968 |

## Résultats

### Finale
Les deux premiers sauteurs réalisent une meilleure marque identique (8,41 m) mais Miltiádis Tedóglou est désigné champion olympique au bénéfice de son deuxième meilleur essai (8,15 m).
| Rang               | Athlète                | Pays       | Essais | Essais | Essais | Essais | Essais | Essais | Marque | Notes |
| Rang               | Athlète                | Pays       | 1      | 2      | 3      | 4      | 5      | 6      | Marque | Notes |
| ------------------ | ---------------------- | ---------- | ------ | ------ | ------ | ------ | ------ | ------ | ------ | ----- |
| Médaille d'or      | Miltiádis Tedóglou     | Grèce      | 8,11   | x      | x      | 8,10   | 8,15   | 8,41   | 8,41   |       |
| Médaille d'argent  | Juan Miguel Echevarría | Cuba       | 8,09   | x      | 8,41   | 6,71   | —      | x      | 8,41   |       |
| Médaille de bronze | Maykel Massó           | Cuba       | 8,21   | 8,05   | —      | —      | —      | —      | 8,21   |       |
| 4                  | Eusebio Cáceres        | Espagne    | 7,96   | 8,09   | x      | x      | 8,12   | 8,18   | 8,18   | SB    |
| 5                  | JuVaughn Harrison      | États-Unis | 7,57   | 7,70   | 7,96   | 7,87   | 8,15   | 7,49   | 8,15   |       |
| 6                  | Yūki Hashioka          | Japon      | x      | 7,95   | 7,97   | x      | 7,94   | 8,10   | 8,10   |       |
| 7                  | Thobias Montler        | Suède      | 8,08   | 7,93   | x      | 8,05   | x      | x      | 8,08   |       |
| 8                  | Filippo Randazzo       | Italie     | x      | 7,99   | x      | x      | 7,88   | x      | 7,99   |       |
| 9                  | Kristian Pulli         | Finlande   | 7,85   | 7,92   | 7,88   |        |        |        | 7,92   |       |
| 10                 | Huang Changzhou        | Chine      | x      | 7,50   | 7,72   | 7,72   |        |        |        |       |
| 11                 | Tajay Gayle            | Jamaïque   | x      | x      | 7,69   | 7,69   |        |        |        |       |
| 12                 | Fabian Heinle          | Allemagne  | 5,18   | 7,57   | 7,62   | 7,62   |        |        |        |       |

### Qualifications
Qualification : 8,15 m (Q) ou les 12 meilleures performances (q) se qualifient pour la finale.
| Rang | Groupe | Athlète                | Pays              | 1    | 2    | 3    | Marque | Notes |
| ---- | ------ | ---------------------- | ----------------- | ---- | ---- | ---- | ------ | ----- |
| 1    | B      | Juan Miguel Echevarría | Cuba              | 8,50 | —    | —    | 8,50   | Q, SB |
| 2    | B      | Miltiádis Tedóglou     | Grèce             | 8,22 | —    | —    | 8,22   | Q     |
| 3    | A      | Yuki Hashioka          | Japon             |      | 8,17 | —    | 8,17   | Q     |
| 4    | B      | Tajay Gayle            | Jamaïque          | x    | 6,72 | 8,14 | 8,14   | q     |
| 5    | A      | Juvaughn Harrison      | États-Unis        | 8,13 | 8,02 |      | 8,13   | q     |
| 6    | A      | Filippo Randazzo       | Italie            | 8,10 | x    |      | 8,10   | q     |
| 7    | A      | Maykel Massó           | Cuba              | 8,07 | 8,00 | 7,92 | 8,07   | q     |
| 8    | B      | Thobias Montler        | Suède             | 7,82 | x    | 8,01 | 8,01   | q     |
| 9    | B      | Eusebio Cáceres        | Espagne           | 7,98 | 7,75 |      | 7,98   | q     |
| 10   | B      | Changzhou Huang        | Chine             | 7,75 | 7,59 | 7,96 | 7,96   | q     |
| 10   | B      | Fabian Heinle          | Allemagne         | 7,80 | 7,96 | 7,84 | 7,96   | q     |
| 10   | B      | Kristian Pulli         | Finlande          | 7,71 | 7,96 | x    | 7,96   | q     |
| 13   | A      | Emiliano Lasa          | Uruguay           | 7,85 | 7,95 | 7,78 | 7,95   |       |
| 14   | A      | Henry Frayne           | Australie         | 7,82 | 7,82 | 7,93 | 7,93   |       |
| 15   | A      | Steffin McCarter       | États-Unis        | 7,69 | 7,81 | 7,92 | 7,92   |       |
| 16   | A      | Samory Fraga           | Brésil            | 7,88 | x    | x    | 7,88   |       |
| 17   | B      | Xinglong Gao           | Chine             | x    | 7,86 | 7,86 | 7,86   |       |
| 17   | A      | Izmir Smajlaj          | Albanie           | 7,81 | 7,86 | x    | 7,86   |       |
| 19   | B      | Marquis Dendy          | États-Unis        | x    | 7,78 | 7,85 | 7,85   |       |
| 20   | A      | Jianan Wang            | Chine             | 7,59 | 7,81 | 7,64 | 7,81   |       |
| 21   | A      | Carey McLeod           | Jamaïque          | x    | 7,75 | 7,36 | 7,75   |       |
| 22   | B      | Ruswahl Samaai         | Afrique du Sud    | 7,70 | 7,74 | x    | 7,74   |       |
| 23   | A      | Shoutarou Shiroyama    | Japon             | 6,24 | 7,70 | x    | 7,70   |       |
| 24   | B      | Sreeshankar            | Inde              | 7,69 | 7,51 | 7,43 | 7,69   |       |
| 24   | B      | Lester Lescay          | Cuba              | 7,69 | x    | 7,63 | 7,69   |       |
| 26   | B      | Hibiki Tsuha           | Japon             | 7,52 | 7,61 | 7,55 | 7,61   |       |
| 27   | A      | Vladyslav Mazur        | Ukraine           | 7,60 | 7,54 | 7,58 | 7,60   |       |
| 28   | A      | Bachana Khorava        | Géorgie           | 7,41 | 7,35 | 7,17 | 7,41   |       |
| 29   | B      | Alexsandro Melo        | Brésil            | x    | x    | 6,95 | 6,95   |       |
| —    | A      | Augustin Bey           | France            | x    | x    | x    | —      | NM    |
| —    | A      | Cheswill Johnson       | Afrique du Sud    | x    | x    | x    | —      | NM    |
| —    | B      | Andwuelle Wright       | Trinité-et-Tobago | —    | —    | —    | —      | DNS   |

## Légende
Records et Performances
- AR : Record continental (area record)
- CR : Record des championnats (championship record)
- MR : Record du meeting (meet record)
- NR : Record national (national record)
- OR : Record olympique (olympic record)
- PR : Record paralympique (paralympic record)
- PB : Record personnel (personal best)
- SB : Meilleure performance personnelle de la saison (season's best)
- WL : Meilleure performance mondiale de l'année (world leader)
- WJR : Record du monde junior (world junior record)
- WR : Record du monde (world record)

Circonstances et Conditions
- DNF : N'a pas terminé (did not finish)
- DNS : N'a pas pris le départ (did not start)
- DQ : Disqualification (disqualification)
- NM : Aucun essai valable enregistré (No Mark)
- Q : Qualifié « directement » au prochain tour (ou à la prochaine compétition), lors d'une compétition majeure, grâce au classement ou à la réalisation des minima (automatic qualifier)
- q : Qualifié au prochain tour (ou à la prochaine compétition), lors d'une compétition majeure, grâce au repêchage ou à la réalisation de l'une des meilleures performances parmi celles des « non qualifiés directement » (grâce au meilleur temps ou à la meilleure distance par exemple) (secondary qualifier)